# ورشکستگی ۲۰۲۳ بانک‌های ایالات متحده
ورشکستگی بانکی مارس ۲۰۲۳ (انگلیسی: March 2023 United States bank failures) به ورشکستگی بانکی دو بانک بزرگ آمریکا یعنی بانک سیلیکون ولی، سیگنچر بنک و چند بانک دیگر در ایالات متحده آمریکا گفته می‌شود. نخستین بانک، یعنی بانک سیلورگیت، که در حوزه رمزارز فعالیت داشت، در ۸ مارس اعلام ورشکستگی کرد. دو روز بعد با وقوع بحران بانکداری بانک سیلیکون ولی دچار ورشکستگی شد. سپس سیگنچر بنک که مکرراً با شرکت‌های رمز ارز کار کرده بود در روز ۱۲ مارس توسط نهاد تنظیم گر ورشکسته اعلام شد. این ورشکستگی پس از ورشکستگی بانکی سال ۲۰۰۸ دومین ورشکستگی بانکی بزرگ در تاریخ آمریکا محسوب می‌شود.
در ۱۶ مارس، جریان‌های بین بانکی بزرگی از وجوه برای تقویت ترازنامه بانک‌ها رخ می‌داد و بسیاری از تحلیلگران از یک بحران عمومی بانکی در ایالات متحده گزارش می‌دادند. بسیاری از بانک‌ها ذخایر خود را در اوراق بهادار خزانه داری ایالات متحده سرمایه‌گذاری کرده بودند که نرخ‌های بهره پایینی را پرداخت می‌کردند. همان‌طور که فدرال رزرو شروع به افزایش نرخ‌ها در سال ۲۰۲۲ کرد، قیمت اوراق قرضه کاهش یافت و ارزش بازار ذخایر سرمایه بانک را کاهش داد، که باعث شد برخی بانک‌ها اوراق قرضه را با زیان‌های شدید بفروشند زیرا بازده اوراق قرضه جدید بسیار بالاتر بود. یازده تا از بزرگ‌ترین بانک‌های ایالات متحده تا ۳۰ میلیارد دلار برای حمایت از بانک منطقه‌ای فرست ریپابلیک مستقر در سانفرانسیسکو ارائه کردند، و تسهیلات نقدینگی پنجره تخفیف فدرال رزرو تا ۱۶ مارس تقریباً ۱۵۰ میلیارد دلار وام از بانک‌های مختلف دریافت کرده بود.
اولین بانکی که ورشکست شد، بانک سیلورگیت متمرکز بر ارزهای دیجیتال، اعلام کرد که در ۸ مارس به دلیل زیان‌های متحمل شده در سبد وام خود منحل می‌شود. دو روز بعد، پس از اعلام تلاش برای افزایش سرمایه، یک بانک در بانک سیلیکون ولی رخ داد، که باعث سقوط آن شد و توسط رگولاتورها در آن روز ضبط شد. سیگنچر بنک، بانکی که اغلب با شرکت‌های ارزهای دیجیتال تجارت می‌کرد، دو روز بعد در ۱۲ مارس توسط رگولاتورها بسته شد، و رگولاتورها ریسک‌های سیستمی را ذکر کردند. فروپاشی بانک سیلیکون ولی و بانک سیگنچر به ترتیب دومین و سومین ورشکستگی بزرگ بانک‌ها در تاریخ ایالات متحده بودند که تنها از فروپاشی واشینگتن متقابل در سال ۲۰۰۸ در طول بحران مالی جهانی کمتر بود.
در واکنش به ورشکستگی‌های بانکی، شورای حکام فدرال رزرو، شرکت بیمه سپرده فدرال، و وزارت خزانه داری ایالات متحده در بیانیه ای مشترک اعلام کردند که اقدامات فوق‌العاده ای برای اطمینان از اینکه تمام سپرده‌ها در بانک سیلیکون ولی و بانک امضا انجام می‌شود، اتخاذ خواهد شد. فدرال رزرو به‌طور جداگانه ایجاد برنامه تأمین مالی مدت بانکی (BTFP) را اعلام کرد، برنامه ای که به بانک‌ها، انجمن‌های پس‌انداز، اتحادیه‌های اعتباری و سایر سپرده گذاران واجد شرایط وام تا یک سال ارائه می‌دهد. موسساتی که خزانه داری ایالات متحده، بدهی آژانس و اوراق بهادار با پشتوانه وام مسکن و سایر دارایی‌های واجد شرایط را به عنوان وثیقه تعهد می‌کنند.

## بانک سیلورگیت
بانک سیلورگیت یک بانک مستقر در کالیفرنیا است که فعالیت خود را در سال ۱۹۸۸ به عنوان یک انجمن پس‌انداز و وام آغاز کرد. در دهه ۲۰۱۰، این بانک شروع به ارائه خدمات بانکی به بازیکنان در بازار ارزهای دیجیتال کرد. این بانک در تابستان ۲۰۱۴ به دنبال تأییدیه نظارتی برای تجارت با شرکت‌های ارزهای دیجیتال بود. این بانک دارایی‌های موجود در ترازنامه خود را به میزان قابل توجهی گسترش داد - دارایی‌های خود را در سال مالی ۲۰۱۷ دو برابر کرد و به ۱٫۹ میلیارد دلار رساند - با خدمات رسانی به صرافی‌های ارزهای دیجیتال و سایر شرکت‌هایی که در تجارت ارزهای رمزپایه دخیل بودند و نمی‌توانستند از بانک‌های بزرگتر و محافظه کارتر تأمین مالی کنند. علیرغم رشد سریع، این شرکت ردپای فیزیکی کوچکی را حفظ کرد. در سال ۲۰۱۸، بانک تنها سه شعبه داشت که همگی در کالیفرنیای جنوبی قرار داشتند. در سه‌ماهه چهارم سال ۲۰۲۲، ۹۰ درصد از سپرده‌های بانک به ارزهای رمزنگاری شده مرتبط شده بود و بیش از ۱ میلیارد دلار سپرده به سام بنکمن-فرید وابسته بود.
این بانک علاوه بر ارائه خدمات بانکداری سنتی به مشتریان ارزهای دیجیتال خود، به عنوان یک مرکز تسویه حساب برای مشتریان بانکی خود فعالیت می‌کرد. خود را در کسب و کار حل و فصل و تسویه معاملات در زمان واقعی از طریق شبکه صرافی سیلورگیت اختصاصی خود درگیر کرد. این شبکه به مشتری اجازه می‌داد تا بدون نیاز به انتقال سیمی بین بانکی، پرداخت‌هایی را به دلار آمریکا از حساب‌های خود در سیلورگیت به حساب‌های مشتری دیگر بانک ارسال کند. با توجه به سرعت نسبی تسویه تراکنش که در شبکه سیلورگیت به دست آمد، تعداد زیادی از شرکت‌های ارزهای دیجیتال حساب‌هایی را با بانک راه‌اندازی کردند تا از زمان‌های تسویه سریع تراکنش‌های سیلورگیت استفاده کنند.

## بانک سیلیکون ولی
بانک سیلیکون ولی (SVB) یک بانک تجاری است که در سال ۱۹۸۳ تأسیس شد و دفتر مرکزی آن در سانتا کلارا، کالیفرنیا قرار دارد. تا زمان فروپاشی، بانک سیلیکون ولی شانزدهمین بانک بزرگ در ایالات متحده بود و به شدت به سمت ارائه خدمات به شرکت‌ها و افراد صنعت فناوری گرایش داشت. تقریباً نیمی از شرکت‌های فناوری و مراقبت‌های بهداشتی با پشتوانه سرمایه خطرپذیر توسط بانک سیلیکون ولی تأمین مالی شدند. شرکت‌هایی مانند Airbnb, Cisco, Fitbit, Pinterest، و Block, Inc. مشتریان این بانک بوده‌اند. بانک سیلیکون ولی علاوه بر تأمین مالی شرکت‌های دارای پشتوانه ریسک، به‌عنوان منبع بانکداری خصوصی، خطوط اعتباری شخصی و وام‌های رهنی به کارآفرینان فناوری شناخته شده بود. طبق گزارش شرکت بیمه سپرده فدرال (FDIC)، این شرکت در پایان سال ۲۰۲۲ دارایی ۲۰۹ میلیارد دلاری داشت.

## سیگنچر بنک
سیگنچر بنک یک بانک مستقر در شهر نیویورک بود که در سال ۲۰۰۱ تأسیس شد. این بانک به عنوان یک شرکت تابعه از بانک هاپوالیم شروع به کار کرد که مشتریانی را با دارایی حدود ۲۵۰۰۰۰ دلار پذیرفت و به مشاغل کوچک مستقر در شهر نیویورک و در منطقه شهری اطراف وام داد. این بانک از سال ۲۰۰۷ در بازار مسکن اجاره ای مسکونی چندخانواری در منطقه کلانشهر نیویورک تأمین مالی می‌کرد، اگرچه در طول دهه ۲۰۱۰ شروع به کاهش قرار گرفتن در معرض بازار کرد. تا سال ۲۰۱۹، کمی بیش از چهار دهم ارزش وام‌های بانک به صاحبان خانه‌های چند خانواری در منطقه کلان‌شهر نیویورک داده شد که شامل ۱۵٫۸ میلیارد دلار از وام‌های خالص بانک در آن زمان ۳۸٫۹ میلیارد دلار بود.
از ابتدای سال ۲۰۱۸، سیگنچر بنک شروع به جلب نظر مشتریان در صنعت ارزهای دیجیتال کرد، و استخدام‌هایی را که در این منطقه با تجربه بودند، با هدف دور شدن از وابستگی به وام املاک و مستغلات تضمین کرد. مقدار سپرده‌های نگهداری شده در بانک به‌طور قابل توجهی افزایش یافت، با افزایش سپرده‌ها از حدود ۳۶٫۳ میلیارد دلار در پایان سال مالی ۲۰۱۸ به ۱۰۴ میلیارد دلار تا اوت ۲۰۲۲. در آن ماه، بیش از یک چهارم سپرده‌های بانک متعلق به شرکت‌های ارزهای دیجیتال بود. مشتریان بخش کریپتوکارنسی آن شامل اپراتورهای بزرگ مبادلات ارزهای دیجیتال، مانند شبکه سلسیوس و بایننس بودند. تا اوایل سال ۲۰۲۳، سیگنچر بنک به دومین ارائه‌دهنده خدمات بانکی در صنعت ارزهای دیجیتال تبدیل شده بود – پس از بانک سیلورگیت، دومین ارائه‌دهنده خدمات بانکی.
علاوه بر ارائه خدمات بانکداری سنتی به مشتریان ارزهای دیجیتال، سیگنچر بنک یک شبکه پرداخت اختصاصی را برای استفاده در بین مشتریان ارزهای دیجیتال خود افتتاح کرد. شبکه پرداخت، Signet، در سال ۲۰۱۹ برای مشتریان تأیید شده افتتاح شد و امکان تسویه ناخالص در زمان واقعی نقل و انتقالات وجوه از طریق بلاک چین را بدون شخص ثالث یا کارمزد تراکنش فراهم کرد. در پایان سال ۲۰۲۰، سیگنچر بنک دارای ۷۴۰ مشتری با استفاده از Signet بود. این شبکه در سالهای بعد به گسترش خود ادامه داد. هر دو کوین بیس و استیبل کوین دلاری TrueUSD به ترتیب در سال‌های ۲۰۲۲ و ۲۰۲۱ با Signet ادغام شدند.